# Janusz Rawski
Janusz Rawski (ur. 26 grudnia 1933 w Warszawie, zm. 26 kwietnia 2014) – polski łyżwiarz szybki, trener.

## Kariera sportowa
Był zawodnikiem Legii Warszawa. W 1950 i 1951 został mistrzem Polski juniorów. Jego największym sukcesem było mistrzostwo Polski w wieloboju łyżwiarskim w 1952. Dwukrotnie był także wielobojowym wicemistrzem Polski (1951, 1955). Ponadto trzykrotnie zdobywał mistrzostwo Polski w sztafecie (4 × 500 m – 1953, 4 × 1500 m – 1952, 1953). Po zakończeniu kariery pracował jako trener w Legii (do 1971), następnie był sędzią łyżwiarskim.
Zawodowo związany był z Polskimi Zakładami Optycznymi.